# Wettinquelle
Die Wettinquelle, zeitweise auch als Radiumquelle und ab Mitte der 1960er Jahre als Radonquelle bezeichnet, im Kurpark von Bad Brambach im sächsischen Vogtland wurde 1911 durch Max Weidig entdeckt und ist durch Beschluss des Königlich Sächsischen Ministerium des Innern in Dresden vom 15. Dezember 1914 als Heilquelle erklärt worden.
Die Quelle, die zunächst als Neue Quelle bezeichnet wurde, befand sich zum damaligen Zeitpunkt im Besitz der Firma Brambacher Sprudel GmbH. Hofrat Forster, Stadtchemiker der Stadt Plauen, schlug der Gesellschaft 1911 vor, die Quelle vom renommierten Wissenschaftsinstitut Fresenius in Wiesbaden untersuchen zu lassen. Alfred Czapski und Heinrich Fresenius entdeckten einen sehr hohen Radongehalt und publizierten noch 1911 die Ergebnisse der „Chemischen Untersuchung der „Neuen Quelle“ zu Brambach im Vogtlande sowie Untersuchung derselben auf Radioaktivität“ sowie die „neuen Quelle zu Brambach i.V., die stärkste überhaupt bekannte radioaktive Mineralquelle“.
E. Roth aus Halle (Saale) bezeichnete die Quelle 1915 als hochradioaktiv. Sie ist mit 27 kBq/l die stärkste, heute zu Trinkkuren genutzte Radonquelle der Welt.